# 达布变换
达布变换（Darboux Transformation）是1882年法国数学家达布发现的一种求偏微分方程精确显式解的变换法。达布变换在求KdV方程,MKdV方程，高维AKNS系统，sine-Gordon方程，sinh-Gordon方程，高阶Broer Kaup系统的精确解方面，有广泛用途。
1882年，达布研究一维薛定谔方程的特征值问题：
{\displaystyle -\partial _{x}^{2}\phi -u(x)\phi =\lambda \phi }
他发现作一个变换：
{\displaystyle (u,\phi )\to (u',\phi ')}
其中 
{\displaystyle u'=u+2\partial _{x}^{2}(ln(f))}
{\displaystyle \phi '(x,\lambda )=\phi _{x}(x,\lambda )-{\frac {f_{x}}{f}}\phi (x,\lambda )}
其中{\displaystyle f(x)=\phi (x,\lambda _{0})}是{\displaystyle \lambda =\lambda _{0}}时一维薛定谔方程的解，
则当  {\displaystyle f\neq 0}时，{\displaystyle u'}和{\displaystyle \phi '}必定满足另一个相关的一维薛定谔方程： 
{\displaystyle -\partial _{x}^{2}\phi '-u(x)\phi '=}λ{\displaystyle \phi '}
达布变换也称为Bäcklund变换，其特点在于根据已知的一个解作为种子，经过变换之后，获得完全可积的新方程组，由此得出另一个新的解。。

## KdV方程的达布变换
1977年Wahlquist等学者发现，达布变换也适用于KdV方程，从而将薛定谔方程的达布变换推广为KdV方程的达布变换
KdV方程：
{\displaystyle \partial _{t}\phi +\partial _{x}^{3}\phi +6\phi \partial _{x}\phi =0}
是其LAX对的可积条件：
{\displaystyle -\partial _{x}^{2}\phi -u\phi =\lambda \phi }
{\displaystyle \partial _{t}\phi =-4\partial _{x}^{3}\phi -6u\partial _{x}\phi -3\partial _{x}u\phi }
经过达布变换(u,Φ)→(u',Φ')得到
{\displaystyle -\partial _{x}^{2}\phi '-u'\phi =\lambda \phi '}
{\displaystyle \partial _{t}\phi '=-4\partial _{x}^{3}\phi '-6u'\partial _{x}\phi '-3\partial _{x}u'\phi '}
因此，只要从LAX对求得一个解{\displaystyle \phi }，然后通过达布变换(u,Φ)→(u',Φ')就可以得到KdV方程的新解，还可以不断进行连锁式达布变换(u,Φ)→(u',Φ')→(u,Φ)→(u,Φ)……以得到KdV方程大量的解。<ref谷超豪《孤立子理论中的达布变换及其几何应用》2-3页上海科学技术出版社</ref>

## 几何应用

### 负常曲率曲面

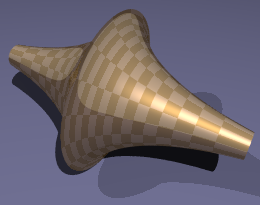
负常曲率曲面

十九世纪八十年代发现一个负常曲率曲面是Sine-Gordon方程一个非零解，又发现通过Bäcklund变换可以从一个负常曲率曲面得到另一个负常曲率曲面。